# Bousculade de Houphouët-Boigny de 2013
 (juin 2025).
La bousculade de Houphouët-Boigny de 2013 était un écrasement de foule qui s'est produit alors que la foule quittait un feu d'artifice du réveillon du Nouvel An aux premières heures du 1er janvier 2013 près du stade Félix Houphouët-Boigny à Abidjan, en Côte d'Ivoire. Elle a fait 61 morts et plus de 200 blessés, principalement des femmes et des enfants. C'était la deuxième fois en quatre ans qu'un accident mortel se produisait dans le stade.
Le président Alassane Ouattara a décrété trois jours de deuil et promis une enquête.

## Incident
À un moment donné entre 1 et 4 heures du matin selon certaines sources,, après la célébration du réveillon du Nouvel An et le feu d'artifice, la foule s'est précipitée à la sortie du stade sur le Boulevard de la République, près de l'hôtel Tiama. C'était la deuxième année que le gouvernement organisait des feux d'artifice pour commémorer la fin de la crise ivoirienne de 2010-2011 et de la deuxième guerre civile ivoirienne, à la suite de l'élection présidentielle controversée de 2010. Selon les rapports officiels, 61 personnes ont été tuées, et plus de 200 ont été blessées. Selon Alain Lobognon, ministre de la Jeunesse, 26 des personnes décédées étaient des enfants, dont la plupart étaient âgés de 8 à 15 ans,, ainsi que 28 femmes et 6 hommes.

## Enquête et réaction
La cause de la catastrophe n'est pas encore claire, mais un porte-parole de la police a confirmé qu'une enquête était en cours. Le lieutenant-colonel Issa Sako, l'officier responsable de l'armée qui a répondu à l'incident, a déclaré que les décès ont été causés lorsque « des personnes ont été piétinées et étouffées par la foule ». Selon un responsable du gouvernement ivoirien, environ « 50 000 personnes [étaient] dans les rues… rentrant chez elles » après les célébrations du Nouvel An. Des témoins ont alternativement affirmé que deux grandes foules se déplaçant dans des directions opposées sont entrées en collision et que les forces de sécurité qui tentaient de disperser la foule quittant le stade ont provoqué une panique.
En visitant les blessés à l'hôpital, le président Alassane Ouattara a déclaré que la tragédie nationale ferait l'objet d'une enquête. Le ministre de l'Intérieur, Hamed Bakayoko, a déclaré lors d'une émission télévisée nationale sur la Radiodiffusion télévision ivoirienne que « le gouvernement présente ses condoléances aux familles des personnes décédées et les assure de sa solidarité » et que le gouvernement ivoirien apporterait son aide par « tous les moyens possibles ». Bakayoko a poursuivi en disant que « les circonstances précises de ce tragique événement sont examinées par les services de sécurité ».